# Friedrich Wilhelm von der Groeben
Friedrich Wilhelm von der Groeben (* 24. November 1774 in Landsberg an der Warthe; † 19. Juli 1839 in Koblenz) war ein preußischer Generalleutnant und Kommandant von Koblenz und Ehrenbreitstein.

## Leben

### Herkunft
Seine Eltern waren der preußische Leutnant Hans Gottlob von der Groeben († 1777) und dessen Ehefrau Anna Dorothea Sophie, geborene Eder.

### Militärkarriere
Groeben besuchte ab dem 18. Januar 1788 das Berliner Kadettenhaus und wurde am 11. März 1794 als Portepeefähnrich im Infanterieregiment „von Knobelsdorff“ der preußischen Armee angestellt. Als Fähnrich nahm er während des Ersten Koalitionskrieges an den Gefechten bei Trippstadt sowie Johanniskreuz teil und avancierte bis Ende September 1806 zum Premierleutnant. Im Vierten Koalitionskrieg geriet er mit der Kapitulation der Festung Hameln am 21. November 1806 in Kriegsgefangenschaft.
Groeben verließ die preußische Armee und trat am 1. April 1808 als Hauptmann in westphälische Dienste. Am 4. Juni 1808 wurde er Kompaniechef der Garde-Karabiner. Am 8. März 1809 wurde er zum Major und am 13. Juni 1810 zum Oberstleutnant befördert. Am 26. Oktober 1812 wurde er Oberst und Regimentskommandeur und nahm in dieser Eigenschaft am Russlandfeldzug teil. Dabei erwarb er das Kreuz der französischen Ehrenlegion.
Mit dem Beginn der Befreiungskriege trat Groeben wieder in die preußische Armee über. Er wurde am 21. Dezember 1813 zum Major befördert sowie zum Kommandeur des 4. Westfälischen Landwehr-Infanterie-Regiments ernannt. Für das Gefecht bei Severes erhielt er das Eiserne Kreuz II. Klasse. Groeben kämpfte bei der Belagerung von Küstrin sowie den Schlachten von Ligny und Belle Alliance. Für Belle Alliance erhielt er den Orden des Heiligen Georg III. Klasse und den Orden vom Eisernen Helm.
Am 4. Oktober 1815 wurde er zum Oberstleutnant befördert und am 5. Januar 1816 als Kommandeur in das 3. Infanterie-Regiment (2. Ostpreußisches) versetzt. Mit Patent vom 14. Oktober 1818 folgte am 11. September 1818 seine Beförderung zum Oberst. 1825 erhielt Groeben das Dienstkreuz und am 2. September 1826 wurde er mit dem Roten Adlerorden III. Klasse ausgezeichnet. Am 12. Januar 1827 wurde er zum Kommandeur der 10. Landwehr-Brigade ernannt und Ende Februar 1827 dem 3. Infanterie-Regiment aggregiert. Am 30. März 1829 wurde Groeben mit Patent vom 4. April 1829 zum Generalmajor befördert. Anlässlich des Ordensfestes wurde er am 18. Januar 1832 mit dem Roten Adlerorden II. Klasse mit Eichenlaub ausgezeichnet. Vom 30. März 1832 bis zum 29. März 1835 fungierte er als Kommandeur der 5. Landwehr-Brigade und war anschließend als Inspekteur der Bundesfestungen Luxemburg und Mainz tätig. In dieser Eigenschaft erhielt Groeben am 18. Januar 1837 den Stern zum Roten Adlerorden II. Klasse mit Eichenlaub, bevor er am 24. August 1837 zum ersten Kommandanten von Koblenz und Ehrenbreitstein ernannt wurde. Am 30. März 1839 bekam er den Charakter als Generalleutnant und am 11. Juni 1839 mit Datum vom 30. März 1839 das Patent zu diesem Dienstgrad. Er starb kurz danach am 19. Juli 1839 in Koblenz.

### Familie
Groeben heiratete am 16. Juni 1803 in Stendal Dorothea von Voß (1778–1860). Das Paar hatte mehrere Kinder:
- Hans Hermann (1804–1874) ⚭ 1835 Antoinette von Below (1807–1870) aus dem Hause Kalgen, Tochter von Hans Karl Friedrich Franz von Below
- Bernhard Wilhelm (1810–1892), preußischer Generalleutnant ⚭ 1837 Marie von Trotha (1818–1903)
- Philipp Ludolf (* 1816)
- Friedrich Viktor Otto (1817–1885), Major a. D. ⚭ Bertha Melsbach (* 1828)